# Portaviático

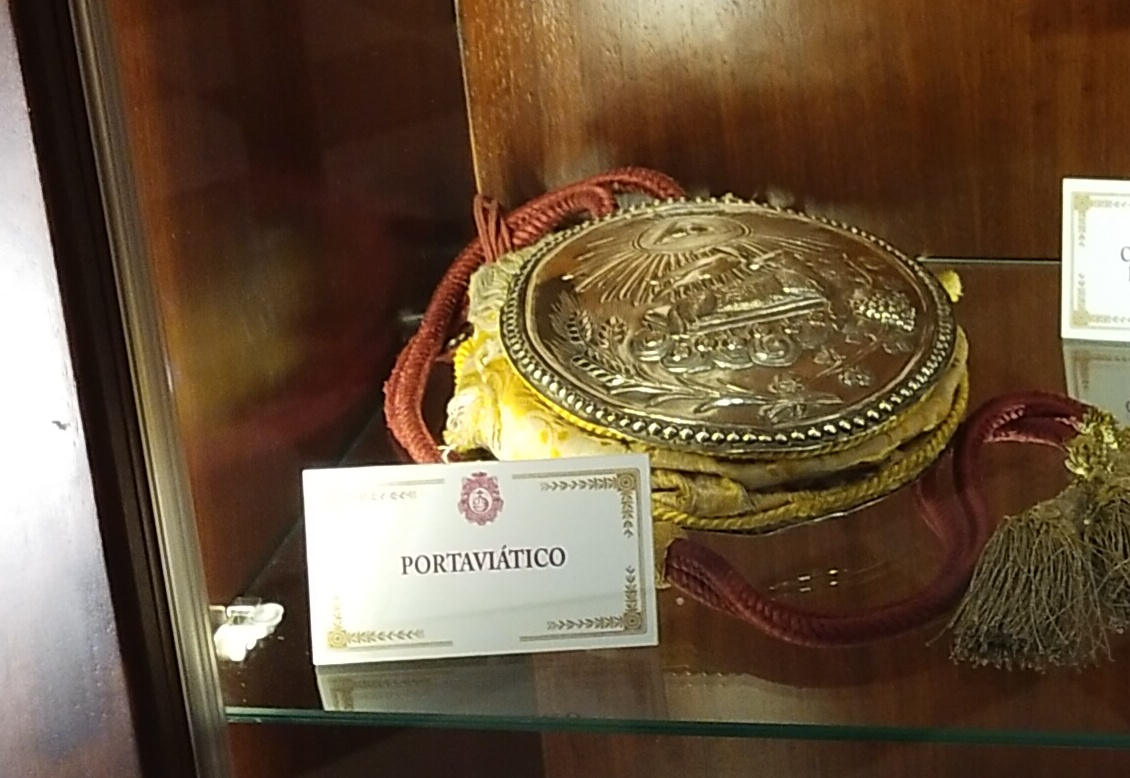
Portaviático expuesto en el Tesoro de la catedral de Jerez de la Frontera, España.

El portaviático es el recipiente del que el sacerdote, diácono o el acólito se sirve para llevar la comunión a los enfermos o el viático a los moribundos.
El portador del viático iba acompañado por diáconos que alumbraban el camino con antorchas. Una vez administrada la comunión, el séquito volvía con la misma ceremonia. Normalmente se llevaba este recipiente con la hostia dentro, no el vino transubstanciado, aunque hay testimonios de sacerdotes que daban en la comunión también el vino consagrado que se portaba en otro recipiente.